# 奪魄冤魂
《奪魄冤魂》（英語：The Changeling）是1980年加拿大超自然心理恐怖片，由彼得·梅達克執導，喬治·坎貝爾·史考特、翠絲·范·德沃爾和梅爾文·道格拉斯主演。它的情節講述了一位受人尊敬的紐約市作曲家搬到西雅圖，在那裡他搬進了一座他認為鬧鬼的豪宅。劇本改編自作家羅素·亨特聲稱他在1960年代後期住在科州丹佛起司曼公園附近的亨利·特里特·羅傑斯（Henry Treat Rogers）豪宅時所經歷的事件。亨特擔任這部電影的合著者。
這部電影於1980年3月26日在德州達拉斯的美國電影節（USA Film Festival）首映，兩天後在加拿大和美國同步上映。它獲得了積極的評論，是一部早期在加拿大製作的電影，在國際上取得了重大成功。這部電影贏得了包括最佳電影獎在內的八項首屆金尼獎，並獲得了兩項土星獎提名。它被認為是一部邪典電影中有史以來最好的恐怖片之一，和有史以來最有影響力的加拿大電影之一。

## 劇情介紹
來自紐約市的作曲家約翰·羅素在他的妻子和女兒在北部地區度寒假期間死於車禍後搬到了西雅圖。約翰從當地歷史協會的代理人克萊爾·諾曼那裡租了一座大而詭異的維多利亞式豪宅，克萊爾·諾曼告訴他這棟豪宅已經閒置了12年。
搬進來後不久，約翰開始經歷無法解釋的現象，從每天早上的巨響開始。一天晚上，他發現所有的水龍頭都打開了，並看到了一個溺水男孩在浴缸裡的幻影。當他在外面時，一塊紅色的彩色玻璃窗玻璃碎裂後不久，經過調查，他在壁櫥裡發現了一扇上鎖的木板門，通往隱藏的閣樓臥室。約翰從斗篷中取出一個音樂盒，發現它演奏的正是他剛剛在樓下錄製的鋼琴曲調。約翰和克萊爾調查了這所房子的歷史，他們相信這個鬼魂是1909年在一場交通事故中在房子外面喪生的小女孩。約翰舉行降神會，無意中聽到了音響設備上鬼魂的聲音，自稱約瑟夫·卡麥克。
約翰發現約瑟夫是一個瘸腿多病的6歲男孩，他於1906年被他的父親理查德謀殺，因為他不太可能活到21歲，屆時他會從已故的祖父那裡繼承巨額財富。為了確保繼承權，理查德用從當地孤兒院買來的一個男孩代替了死去的男孩，並假裝為他的病情尋求治療，把他帶到了歐洲。多年後，他在18歲時帶著男孩回來，聲稱他已經治癒了。這個男孩現在是一位老人，一位著名的美國參議員，也是擁有這座房子的歷史社會的主要產權人。
約翰的調查使他找到了一處建在卡麥克家族曾經擁有土地上的房產，他認為真正的約瑟夫·卡麥克的屍體被傾倒在一口井裡。在那兒，他發現了一具幼童的骨架和他的洗禮金吊飾。他試圖與參議員卡麥克談話，但被攔住了。參議員看到這金吊飾感到不安，因為它與他手中的吊飾一模一樣。協會解除了約翰對房子的租約，同時也解雇了克萊爾。卡麥克派了一名偵探德維特到約翰的家裡，試圖恐嚇他並取回金吊飾。約翰拒絕了，當德威特離開去獲取搜查令時，他的車輛神秘地墜毀，導致他死亡。
德威特死後，卡麥克同意與約翰見面，約翰向他講述了這個故事。卡麥克憤怒地控訴約翰指責他的父親（他聲稱他是一個“有愛戴的人”）謀殺。約翰留下了真正的約瑟夫的金吊飾，歸檔了降神會錄音的唯一副本，並道了歉。克萊爾去房子尋找約翰，被約瑟夫的輪椅追著，直到她從樓梯上摔下來。約翰抵達時，房子開始搖晃。他試圖安撫約瑟夫的鬼魂，但從二樓掉下來，約瑟夫點燃了房子。同時，卡麥克比較了兩個金吊飾，明白了真相，然後盯著父親的畫像陷入了恍惚。約翰目睹了參議員的星光體爬上燃燒的樓梯回到約瑟夫的房間。克萊爾救了約翰，而卡麥克目睹了真正的約瑟夫被謀殺並遭受了致命的心臟病發作。約翰和克萊爾看著參議員的屍體被裝上救護車。
第二天早上，約瑟夫燒焦的輪椅坐在豪宅的廢墟中，他的音樂盒開始播放搖籃曲……

## 演員
- 喬治·坎貝爾·史考特 飾 約翰·羅素（John Russell）
- 翠絲·范·德沃爾（英语：Trish Van Devere） 飾 克萊爾·諾曼（Claire Norman）
- 梅爾文·道格拉斯 飾 參議員約瑟夫·卡麥克（Sen. Joseph Carmichael）
- 約翰·科利科斯（英语：John Colicos） 飾 德威特（DeWitt）
- 瓊·馬什 飾 喬安娜·羅素（Joanna Russell）
- 巴里·莫爾斯（英语：Barry Morse） 飾 彭伯頓醫生（Doctor Pemberton）
- 馬德琳·舍伍德（英语：Madeleine Sherwood） 飾 諾曼夫人（Mrs. Norman）
- 海倫·伯恩斯（英语：Helen Burns） 飾 莉雅·哈蒙（Leah Harmon）
- 弗朗西絲·海蘭（英语：Frances Hyland） 飾 格雷夫人（Mrs. Grey）
- 艾瑞克·克里斯特馬斯（英语：Eric Christmas） 飾 阿爾伯特·哈蒙（Albert Harmon）
- 蘿柏塔・麥斯威爾（英语：Roberta Maxwell） 飾 伊娃·林斯特羅姆（Eva Lingstrom）
- 伯納德·貝倫斯（英语：Bernard Behrens） 飾 羅伯特·林斯特羅姆（Robert Lingstrom）
- 詹姆斯·B·道格拉斯（James B. Douglas） 飾 尤金·卡麥克（Eugene Carmichael）
- J·肯尼斯·坎貝爾（英语：J. Kenneth Campbell） 飾 柯林（Colin）
- 珍娜·莫蒂伊（英语：Janne Mortil） 飾 琳達·格雷（Linda Grey）
- 特倫斯·凱利（英语：Terence Kelly (actor)） 飾 警長德班（Sgt. Durban）
- 蜜雪兒·馬汀（Michelle Martin） 飾 凱蒂·羅素（Kathy Russell）
- 安東妮亞·雷伊（英语：Antonia Rey） 飾 艾斯坦西亞（Estancia）
- 路易斯·佐里奇（英语：Louis Zorich） 飾 史都華·阿德勒（Stewart Adler）
- 沃爾迪·威（Voldi Way） 飾 約瑟夫的鬼魂

## 製作

### 劇本
這部電影的劇本靈感來自據稱發生在科州丹佛起司曼公園的亨利·特里特·羅傑斯（Henry Treat Rogers）豪宅的神秘事件，當時劇作家羅素·亨特在1960年代住在那裡。在經歷了一系列無法解釋的現像後，亨特說他在一個隱藏的房間裡發現了一本百年紀載的日記，詳細記錄了一個被父母隔離的殘疾男孩的生活。他聲稱，在降神會期間，一個已故男孩的靈魂將他引導到另一所房子，在那裡他發現了人類遺骸和一個刻有死男孩名字的金吊飾。富有的丹佛律師亨利·特里特·羅傑斯沒有子嗣，但是這所房子的前屋主仍然沒有證件。 這棟豪宅在1980年代被拆除，取而代之的是一座高樓層公寓。

### 拍攝過程
雖然《奪魄冤魂》以西雅圖為背景，但它的大部分場景都是在加拿大的溫哥華和維多利亞及其周邊地區拍攝的。例外情况包括在紐約市的介紹性外景拍攝和西雅圖景點的建立性拍攝，包括西雅圖－塔科馬國際機場、華盛頓大學紅場、太空針塔、雷尼爾大廈和萊西·V·默羅紀念大橋。室內學院的場景是在華盛頓大學拍攝的。歷史學會是溫哥華歷史悠久的歐洲飯店。這位參議員的家位於維多利亞皇家軍事學院（現為加拿大皇家大學）的哈特利城堡（Hatley Castle）。羅素家的外景照片是用一個立面拍攝的，該立面豎立在溫哥華南部一處現有房屋的前面。這座鬧鬼豪宅的內部是溫哥華西部全景工作室的一系列相互連接的場景。
彼得·梅達克是該項目聘請的第三位導演。他的前任唐納·卡梅爾和東尼·李察遜都因“創意差異”而退出。梅達克被聘用只有一個月的時間來促進劇本重寫和場景構建。

## 迴響

### 關鍵評論
《芝加哥太陽時報》的羅傑·埃伯特在對這部電影的評論中寫道：“如果製作一部鬼屋電影只需要技巧，那麼《奪魄冤魂》將是一部偉大的電影。它具備所有的科技要求，從鬼屋本身開始……（電影）確實有一些有趣的想法……但它沒有那種可怕的事情即將發生的鬼鬼祟祟的感覺。史考特讓主人公變得如此理性、正常和冷靜，以至於我們從來沒有感覺到他處於真正的危險之中；我們帶著太多的信心看完這部電影。”《17》的愛德溫·米勒（Edwin Miller）寫道，“視覺上優雅的冷卻器......輔以令人驚嘆的電影地點。”《柯夢波丹》的理查德·格雷尼爾讚揚了梅達克的導演方向，但補充道：“正是史考特充分發揮了他巨大的天賦，使這部故事具有了令人刺痛的震撼力”，並認為這部電影是本年度最佳恐怖片。《綜藝》也稱讚了這部電影，稱其為“超級鬼屋驚悚片”。
《匹茲堡新聞報》的愛德·布蘭克（Ed Blank）稱該片為“一個平庸但有趣的恐怖故事，表現優於一般人。”《佛羅里達今日報》發表的一篇評論稱讚該片為“年度最佳鬼故事”，指出梅達克的導演“才華橫溢”，並將其比作《無辜的人》。《亞利桑那共和報》的麥克·馬紮（Michael Maza）寫了一篇不太受歡迎的評論，稱這部電影是“一個肯定會鬧鬼的房子故事”和“常規畫面”，並輔以“公式化的怪誕噪音、蜘蛛網似的樓梯、破碎的玻璃器皿和難以置信的巧合。”在《晨報》（The Morning News）中，這部電影被認為是一部經典之作“好一個鬼故事……喬治·坎貝爾·史考特的惡魔般的能量在這裡對他很有效，給了他一種權力和力量，而這權力量和力量可能會讓較弱的演員望而卻步。翠絲·德沃爾扮演的是一比特歷史悠久的社會女性，梅爾文·道格拉斯扮演的是一比特脾氣暴躁的百萬富翁，這一角色極具吸引力。”
《Time Out》雜誌的費歐娜·弗格森（Fiona Ferguson）對這部電影的情節提出了責備，她指出：“史考特敏捷的思維在識別受害者和篡位者的過程中取得了飛躍，這讓邏輯和信任成為了起點。”Film4將這部電影稱為“一部小經典”和“被低估的鬼屋電影類型成員”。
在評論聚合網站爛番茄上，基於23條評論，《奪魄冤魂》擁有83%的支持率，平均評分為7.49/10。共識寫道：“喬治·坎貝爾·史考特陰沉的表演賦予了這個鬼屋恐怖一個動人的靈魂，伴隨著它令人痛苦的恐慌。”

### 家庭媒體
這部電影於1982年由 HBO Videos 以數字立體聲原聲帶在 LaserDisc 上發行。這部電影也在2000年由HBO Home Video發行了DVD。獨立發行商 Severin Films 宣布推出該電影的限量版藍光版，該電影於2018年8月7日在美國上映。

## 相關作品
1987年，義大利導演蘭蘭伯托·巴伐執導了一部為電視片製作的非官方電影《直到死亡》，該片作為家庭錄影帶發行的續集進行銷售；然而，這兩部電影之間沒有任何聯系。

## 引用作品
- Goodstein, P.H. . Denver, Colorado: Life Publications. 1986. ISBN 0962216941.
- Muir, John Kenneth.  1. Jefferson, North Carolina: McFarland. 2012. ISBN 978-0-786-47298-7. OCLC 840902442.
- Nowell, Richard. . New York: Bloomsbury. 2010  [2021-10-20]. ISBN 978-1-441-12496-8. OCLC 939942165. （原始内容存档于2021-10-20）.

## 外部連結
- 互联网电影数据库（IMDb）上《The Changeling》的资料（英文）
- 爛番茄上《The Changeling》的資料（英文）
- AllMovie上《The Changeling》的资料（英文）
- The Changeling （页面存档备份，存于） at iHorror